# Луїш Боа Морте
Луїш Боа Морте (порт. Luís Boa Morte, нар. 4 серпня 1977, Лісабон) — португальський футболіст, що грав на позиції флангового півзахисника. По завершенні ігрової кар'єри — тренер. З 2024 по 2025 роки очолював збірну Гвінеї-Бісау.
Виступав, зокрема, за клуби «Арсенал», «Фулгем» та «Вест Гем Юнайтед», а також національну збірну Португалії. Учасник Олімпіади-2004 та чемпіонату світу 2006 року (4-е місце).

## Клубна кар'єра

### Початок кар'єри
Народився 4 серпня 1977 року в місті Лісабон в родині вихідців із Сан-Томе і Принсіпі. Вихованець лісабонського «Спортінга», за основну команду цього клубу не грав, натомість виступав на правах оренди за «Лоріньяненсе», клуб одного з португальських нижчих ліг, який де-факто виконував функцію фарм-клубу «Спортінга».

### «Арсенал»
У червні 1997 року був придбаний лондонським «Арсеналом» за 1,75 млн фунтів стерлінгів, ставши одним із перших придбань нового наставника «канонірів» Арсена Венгера. У сезоні 1997/98, коли «Арсенал» зробив «дубль», вигравши чемпіонат і кубок країни, Боа Морте зіграв 15 матчів у чемпіонаті і 4 гри в кубку, проте у фінальному матчі на поле не виходив, зігравши натомість у переможному Суперкубку Англії 1998 року. Крім того він забив два голи в першому сезоні, зробивши дубль матчі Кубка Ліги проти «Бірмінгем Сіті».

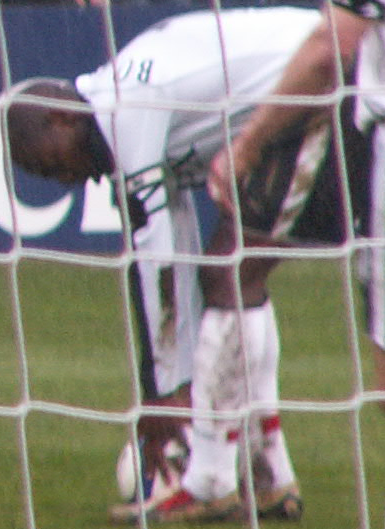
Боа Морте під час виступів за «Фулгем». 15 квітня 2006 року.

У наступному сезоні він регулярно виходив на заміну, а також тричі зіграв у Лізі чемпіонів, зокрема проти «Панатінаїкоса» 9 грудня 1998 року, коли він забив третій м'яч своєї команди. Четвертий і останній гол за «Арсенал» португалець забив клубу «Престон Норт-Енд» у Кубку Англії. За підсумками сезону 1998/99 лондонці стали віце-чемпіонами та отримали право зіграти у Суперкубку Англії, де португалець вийшов на заміну на 64 хвилині замість Сілвіньйо і допоміг команді виграти турнір вдруге поспіль. Свій останній матч за «Арсенал» він провів проти «Сандерленда» 14 серпня 1999 року. Всього за два з невеликим сезони в «Арсеналі» він зіграв 36 офіційних матчів у всіх турнірах, забивши в них 4 м'ячі.

### «Саутгемптон»
25 серпня 1999 рок Луїш був проданий в «Саутгемптон», що був середняком Прем'єр-ліги, за 500 тис. фунтів. Там він провів єдиний сезон, 1999/00, в середині якого клуб очолив Гленн Годдл, який не знайшов португальцю місця в складі і до кінця сезону футболіст лише тричі виходив на поле. Загалом в сезоні він провів 17 виступів у всіх турнірах, в основному виходячи на заміну, з одним голом — у ворота «Вотфорда» (2:3) 28 грудня 1999 року.

### «Фулгем»
У липні 2000 року перейшов на правах оренди в «Фулгем», що виступав у другому по силі дивізіоні Англії, на один сезон. Сезон 2000/01 виявився досить успішним для Луїша: він забив тоді 21 м'яч, з них 18 у першості, а його клуб, керований Жаном Тігана, виграв турнір зі 101 очком і вийшов в Прем'єр-лігу. У червні 2001 року був викуплений «Фулгемом» за 1,7 млн фунтів. В цьому клубі, який під час його виступів там був середняком Прем'єр-ліги, португалець провів ще п'ять з половиною сезонів, був гравцем основного складу і навіть капітаном. Крім того у клубі Луїш був улюбленцем серед фанів клубу і був визнаний гравцем сезону 2004/05, а також отримав прізвисько Мертвий змій (англ. Dead Snake) як жартівливий неправильний переклад його прізвища.

### «Вест Гем Юнайтед»

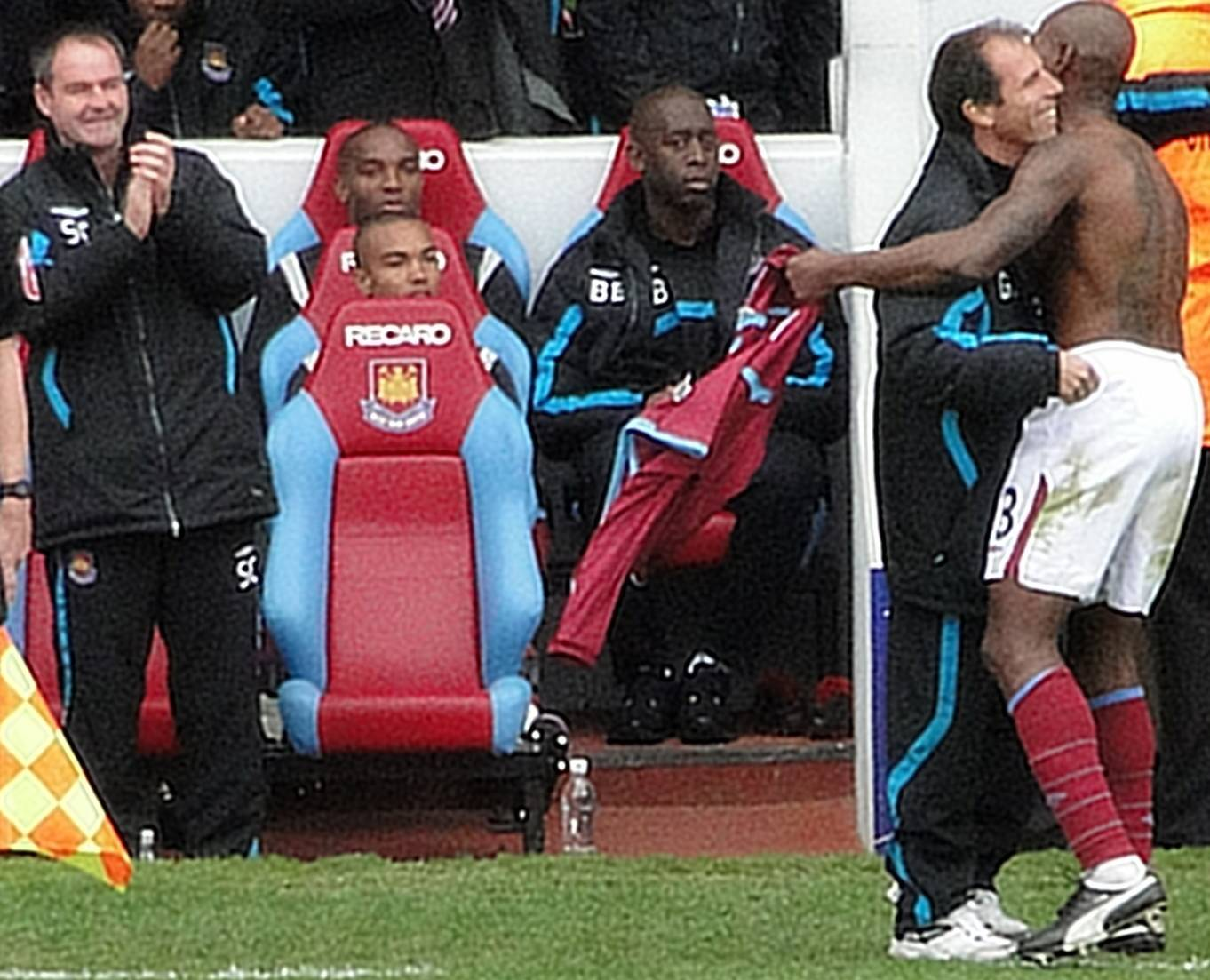
Боа Морте святкує зі своїм тренером Джанфранко Дзолою забитий гол у ворота «Манчестер Сіті» в першому матчі після повернення до складу «Вест Гем Юнайтед» після тривалої травми. 9 травня 2010 року.

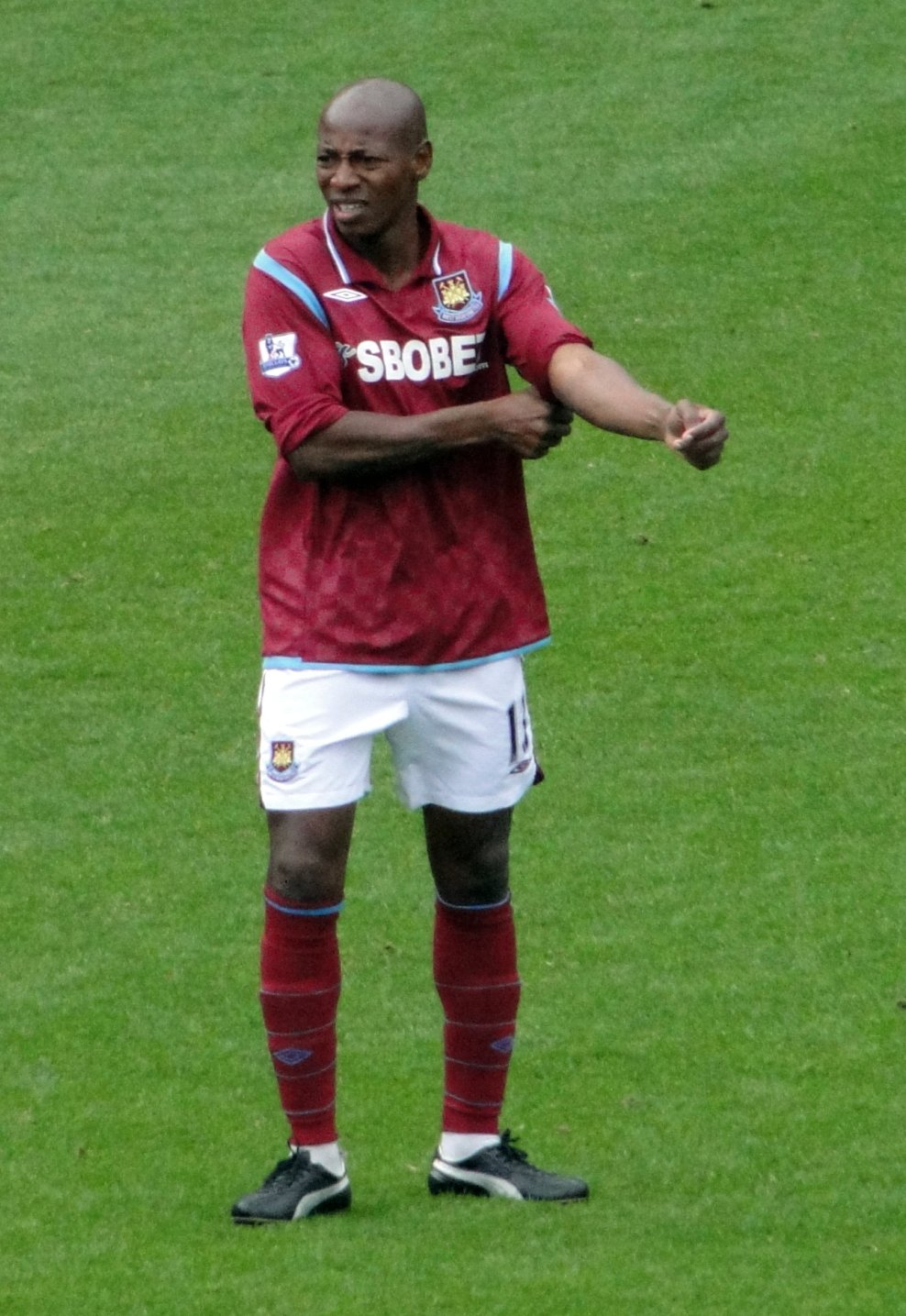
Боа Морте під час виступів за «Вест Гем Юнайтед». 9 травня 2010 року.

У січні 2007 року перейшов у «Вест Гем Юнайтед», ймовірна сума трансферу склала 5 млн фунтів стерлінгів. Він зіграв свою першу гру за клуб «Брайтон енд Гоув Альбіон», забивши два голи, а 13 січня 2007 року дебютував за клуб у Прем'єр-лізі проти колишньої команди — «Фулгема». 28 квітня 2007 року він забив свій перший гол за клуб у матчі з «Віган Атлетік» (3:0). 29 липня 2009 року Боа Морте отримав серйозну травму в матчі проти «Тоттенгема» на Прем'єр-Ліга Азія Трофі в Пекіні і пропустив майже весь наступний сезон. Лише 13 квітня 2010 року Боа Морте повернувся на поле, зігравши 45 хвилин у резервній команді проти дублерів «Вулвергемптона» (1:4). Вперше після закінчення сезону 2008/09 він вийшов за першу команду 9 травня 2010 року в матчі проти «Манчестер Сіті», відразу відзначившись голом. Це був його перший гол за клуб за більш ніж три роки. 
У червні 2010 року голова «молотобійців» Девід Салліван оголосив, що Боа Морте було запропоновано нову угоду, оскільки його контракт повинен завершитися наприкінці сезону 2009/10 років. 17 червня 2010 року Боа Морте підписав новий дворічний контракт, заявивши про те, що він з нетерпінням чекає роботи з новим менеджером, Аврамом Грантом, у наступні два сезони. Тим не менш наступний сезон виявився невдалим для обох і клуб зайнявши 20 місце вилетів з Прем'єр-ліги, а в серпні 2011 року контракт з гравцем було скасовано за взаємною згодою.

### Завершення кар'єри
У серпні 2011 року Боа Морте підписав дворічний контракт з «Ларисою». Він таким чином повернувся до колишнього тренера Кріса Коулмана, з яким він працював протягом чотирьох років у «Фулгемі». Луїс Боа Морте сигналізував про свій намір допомогти «Ларисі» повернутись в Суперлігу Греції, однак разом з тренером залишив клуб у січні 2012 року через фінансові проблеми в клубі.
24 січня 2012 року підписав 18-місячну угоду з південноафриканським клубом «Орландо Пайретс», але зігравши лише три гри за «піратів», покинув клуб 14 травня 2012 року.
10 жовтня 2012 року Боа Морте підписав контракт до кінця року з клубом четвертого за рівнем англійського дивізіону «Честерфілдом». Він прокоментував «Найголовніше для мене зараз — це грати в футбол», і підтверджуючи початкову тривалість його контракту, додано: «Я буду тут до кінця січня, але це не означає, що я не можу залишитися до кінця сезону». Цей крок відбувся з можливістю зустрічі з колишнім товаришем по «Фулгему» Марком Кросслі, який був також виконувачем обов'язків тренера клубу. Тим не менш зігравши 12 матчів у чемпіонаті, контракт португальця не був поновлений у січні 2013 року, і він покинув клуб, після чого завершив професійну ігрову кар'єру.

## Виступи за збірні
1995 року дебютував у складі юнацької збірної Португалії, взяв участь у 2 іграх на юнацькому рівні.
Протягом 1997—1999 років залучався до складу молодіжної збірної Португалії. На молодіжному рівні зіграв у 10 офіційних матчах, забив 4 голи.
2001 року дебютував в офіційних матчах у складі національної збірної Португалії. Того ж року забив свій перший і єдиний матч за збірну у товариській грі проти Анголи, проте матч було достроково зупинено на 67-й хвилині за рахунку 5:1, оскільки у африканської команди на полі залишилось лише 6 гравців, що є недостатньо для продовження гри.
Незважаючи на вражаючий сезон на рівні клубу, Боа Морте залишився поза заявкою своєї команди домашній Євро-2004, де португальці стали фіналістами турніру. Однак Луїш став частиною команди на чемпіонаті світу 2006 року у Німеччині, зігравши в одному матчі групового етапу проти Мексики 21 червня 2006 року, а Португалія стала четвертою на турнірі.
Після трьох років відсутності, Боа Морте був відкликаний Карлушом Кейрошом в португальську збірну 29 травня 2009 року і зіграв за збірну вперше з 2006 року 6 червня 2009 року в Тирані проти Албанії (2:1) в кваліфікації до чемпіонату світу 2010 року. Через чотири дні він зіграв у товариській грі з естонцями (0:0), яка стала останньою в його кар'єрі. Протягом кар'єри у національній команді, яка тривала 9 років, провів у формі головної команди країни 28 матчів, забивши 1 гол.

## Кар'єра тренера
Після закінчення кар'єри гравця був запрошений «Фулгемом» повернутись до команди вже як член штабу, і в остаточному підсумку Луїш очолив молодіжну команду U21 як тренер, де пропрацював з 2013 по 2014 рік.
Після цього працював з рідним «Спортінгом», де був асистентом у другій команді, а потім тренером молодіжної, очолюючи команду на Юнацькій лізі УЄФА. У 2015—2017 роках працював у скаутському відділі «Арсенал».
2017 року очолив тренерський штаб команди «Сінтренсе» з четвертого дивізіону чемпіонату Португалії.

## Статистика виступів

### Статистика клубних виступів
| Сезон                        | Команда                      | Чемпіонат                    | Чемпіонат | Чемпіонат | Національний кубок | Національний кубок | Національний кубок | Континентальні кубки | Континентальні кубки | Континентальні кубки | Інші змагання | Інші змагання | Інші змагання | Усього | Усього |
| Сезон                        | Команда                      | Ліга                         | Ігор      | Голів     | Ліга               | Ігор               | Голів              | Ліга                 | Ігор                 | Голів                | Ліга          | Ігор          | Голів         | Ігор   | Голів  |
| ---------------------------- | ---------------------------- | ---------------------------- | --------- | --------- | ------------------ | ------------------ | ------------------ | -------------------- | -------------------- | -------------------- | ------------- | ------------- | ------------- | ------ | ------ |
| 1997–98                      | «Арсенал»                    | ПЛ                           | 15        | 0         | КА+КЛ              | 4+1                | 0+2                | ЛЧ                   | 1                    | -                    | -             | -             | -             | 21     | 0      |
| 1998–99                      | «Арсенал»                    | ПЛ                           | 8         | 0         | КА+КЛ              | 1+2                | 1+0                | ЛЧ                   | 3                    | 1                    | -             | -             | -             | 14     | 2      |
| 1999–00                      | «Арсенал»                    | ПЛ                           | 2         | 0         | КА+КЛ              | 0+0                | 0+0                | ЛЧ                   | -                    | -                    | -             | -             | -             | 2      | 0      |
| Усього за «Арсенал»          | Усього за «Арсенал»          | Усього за «Арсенал»          | 25        | 0         |                    | 0+                 | 0+                 |                      | 3+                   | 1+                   |               |               |               | 28+    | 1+     |
| 1999–00                      | «Саутгемптон»                | ПЛ                           | 14        | 1         | КА+КЛ              | 1+2                | 0+0                | -                    | -                    | -                    | -             | -             | -             | 17     | 1      |
| 2000–01                      | «Фулгем»                     | 1Д (ІІ)                      | 39        | 18        | КА+КЛ              | 1+6                | 0+3                | -                    | -                    | -                    | -             | -             | -             | 46     | 21     |
| 2001–02                      | «Фулгем»                     | ПЛ                           | 23        | 1         | КА+КЛ              | 3+3                | 0+1                | -                    | 1                    | 0                    | -             | -             | -             | 30     | 2      |
| 2002–03                      | «Фулгем»                     | ПЛ                           | 29        | 2         | КА+КЛ              | 2+1                | 0+1                | КІ+КУЄФА             | 11                   | 2                    | -             | -             | -             | 43     | 5      |
| 2003–04                      | «Фулгем»                     | ПЛ                           | 33        | 9         | КА+КЛ              | 5+1                | 1+0                | -                    | -                    | -                    | -             | -             | -             | 39     | 10     |
| 2004–05                      | «Фулгем»                     | ПЛ                           | 31        | 8         | КА+КЛ              | 5+3                | 1+0                | -                    | -                    | -                    | -             | -             | -             | 39     | 9      |
| 2005–06                      | «Фулгем»                     | ПЛ                           | 36        | 6         | КА+КЛ              | 1+1                | 0+1                | -                    | -                    | -                    | -             | -             | -             | 38     | 7      |
| 2006–07                      | «Фулгем»                     | ПЛ                           | 15        | 0         | КА+КЛ              | 0+0                | 0+0                | -                    | -                    | -                    | -             | -             | -             | 15     | 0      |
| Усього за «Фулгем»           | Усього за «Фулгем»           | Усього за «Фулгем»           | 206       | 44        |                    | 3+                 | 0+                 |                      | 2+                   | 0+                   |               |               |               | 211+   | 44+    |
| 2006–07                      | «Вест Гем Юнайтед»           | ПЛ                           | 14        | 1         | КА+КЛ              | 2+0                | 0+0                | -                    | -                    | -                    | -             | -             | -             | 16     | 1      |
| 2007–08                      | «Вест Гем Юнайтед»           | ПЛ                           | 27        | 0         | КА+КЛ              | 1+4                | 0+0                | -                    | -                    | -                    | -             | -             | -             | 32     | 0      |
| 2008–09                      | «Вест Гем Юнайтед»           | ПЛ                           | 27        | 0         | КА+КЛ              | 3+2                | 0+0                | -                    | -                    | -                    | -             | -             | -             | 32     | 0      |
| 2009–10                      | «Вест Гем Юнайтед»           | ПЛ                           | 1         | 1         | КА+КЛ              | 0+0                | 0+0                | -                    | -                    | -                    | -             | -             | -             | 1      | 1      |
| 2010–11                      | «Вест Гем Юнайтед»           | ПЛ                           | 22        | 0         | КА+КЛ              | 2+4                | 0+0                | -                    | -                    | -                    | -             | -             | -             | 28     | 0      |
| Усього за «Вест Гем Юнайтед» | Усього за «Вест Гем Юнайтед» | Усього за «Вест Гем Юнайтед» | 91        | 2         |                    | 18                 | 0                  |                      |                      |                      |               |               |               | 109    | 2      |
| 2011–12                      | «Лариса»                     | ФЛ (ІІ)                      | 7         | 0         | КГ                 | 1                  | 0                  | -                    | -                    | -                    | -             | -             | -             | 8      | 0      |
| 2011–12                      | «Орландо Пайретс»            | ПСЛ                          | 3         | 0         |                    |                    |                    |                      |                      |                      |               |               |               | 3      | 0      |
| 2012–13                      | «Честерфілдом»               | 2Л (IV)                      | 12        | 0         | КА+КЛ              | 1+0                | 0+0                | -                    | -                    | -                    | -             | -             | -             | 13     | 0      |
| Усього за кар'єру            | Усього за кар'єру            | Усього за кар'єру            | 358       | 47        |                    | 23+                | 0+                 |                      | 5+                   | 1+                   |               |               |               | 386+   | 48+    |

## Титули і досягнення
- Чемпіон Англії (1):

«Арсенал»: 1997–98
- Володар Кубка Англії (1):

«Арсенал»: 1997–98
- Володар Суперкубка Англії (2):

«Арсенал»: 1998, 1999
- Володар Кубка Інтертото (1):

«Фулгем»: 2002

### Індивідуальні
- Найкращий гравець сезону у «Фулгемі»: 2004-05[38]